# Lac de la Hutte Sauvage
Le lac de la Hutte Sauvage est un lac situé au Nunavik, dans la région administrative du Nord-du-Québec, au Québec.

## Toponymie
Le nom actuel est l'adaptation française de l'ancien toponyme anglais Indian House Lake, nom donné en 1838 au lac par John McLean. Ce dernier, un responsable de la Compagnie de la Baie d'Hudson, avait entendu parler d'habitations amérindiennes situées sur les rives de ce lac. En 1918, une carte désigne plutôt le lac comme l'Erlandson Lake, en l'honneur d'Erland Erlandson qui avait passé l'hiver 1839 sur la rive droite. Le terme indigène est Mushuau Nipi (« lac sans arbres ») en innu-aimun.
Depuis le 5 décembre 1968, le lac se nomme officiellement Lac de la Hutte Sauvage.

## Géographie
Le lac est un élargissement de la rivière George qui la traverse dans une direction nord-sud sur 35 km. Le lac est situé à environ 35 km à l'ouest de la frontière entre le Québec et Terre-Neuve-et-Labrador. Le lac couvre une superficie de 70 km². Il se divise en deux sections (nord et sud) unies par un court passage. La rivière Déat, en provenance du lac Mistinibi, se jette approximativement à cet endroit.